# Иван Джуренов
Иван Илиев Джуренов е български писател, фолкорист и драматург.

## Биография
Роден е в Пазарджик на 23 август 1922 г. в семейството на потомци на българи от Нишко. Богатото фолклорно наследство на майка му, певица и разказвачка на народни приказки Спасия Джуренова, е записано от сина ѝ и съхранено за поколенията. Това са около 180 народни песни, 200 приказки, анекдоти и легенди, ценни материали по народна медицина. Иван Джуренов получава първоначалното си образование в родния град, след което учи право в Софийския университет. В професионален план се изявява като съдия, адвокат, журналист и редактор в София и провинцията. Още от студентските години започва ревностно да събира и изследва фолклора в Пазарджишка област. А от 1961 г. се отдава на журналистическа и писателска дейност. Публикува четири тома с около 150 разкази, изградени на основата на предания и сказания. В тях са пресъздадени българските легенди за местности, села и градове. Авторът подготвя издаването и на пети том. Като особено значими в творчеството му се открояват сборниците „Народна проза от Пазарджишко“ и „Народни песни от Пазарджишко и Нишко“. Създавайки над 30 творби, Иван Джуренов посвещава на България и българщината целия си съзнателен живот, като продължава да твори и да обогатява българското фолклорно и литературно наследство.